# Schlacht von Turin
Carpi – Chiari – Cremona – Castiglione (I) – Santa Vittoria – Luzzara – Cassano – Nizza – Calcinato – Turin – Pavia – Castiglione (II) – Toulon – Gaeta – Syrakus
In der Schlacht von Turin am 7. September 1706 schlugen die vereinigten savoyardisch-piemontesischen und österreichischen Heere unter Herzog Viktor Amadeus II. von Savoyen und seinem Cousin, dem kaiserlichen Feldmarschall Prinz Eugen von Savoyen, die französischen Truppen Louis d’Aubusson, duc de La Feuillade bei Turin. Die Stadt war seit dem 14. Mai 1706 belagert worden. Es war die größte Schlacht des Spanischen Erbfolgekrieges auf italienischem Boden.

## Hintergrund
Im Jahr 1700 starb Karl II. von Habsburg, König von Spanien, kinderlos. Die Spanier wählten als Nachfolger Philipp von Anjou, den Enkel Ludwigs XIV. von Frankreich, was ein erneutes Aufflammen des französisch-habsburgischen Machtkampfes in Europa zur Folge hatte. Seit Kaiser Karl V. waren Spanien (samt seinen amerikanischen Besitzungen) und das Heilige Römische Reich in der Hand der Habsburger vereinigt und Frankreich somit eingekreist. Durch den neuen König Philipp V. brach Frankreich diese Umklammerung auf. Frankreich nutzte dies jedoch sofort zur Stärkung seiner eigenen Machtposition in Europa und in Amerika, was zur Formierung neuer Allianzen in Europa und schließlich zu einem europäischen Krieg führte.
Da Italien seit der Renaissance zum Spielball der europäischen Großmächte geworden war, wurde es zwangsläufig bei jedem größeren europäischen Krieg zum Kriegsschauplatz. Schlachten, die südlich der Alpen ausgetragen wurden, hatten unmittelbare Folgen auf das Kräftegleichgewicht nördlich der Alpen und umgekehrt, so dass der strategischen Gewichtung dieser Schauplätze manchmal erhebliche Bedeutung zukam. Die im piemontesischen Turin beheimateten Herzöge von Savoyen waren sich darüber bewusst, dass ihr Herrschaftsgebiet in Piemont und Savoyen zum Kriegsschauplatz werden würde. Daneben hatten sie schon seit langer Zeit den Wunsch, die Königswürde zu erlangen und ihr italienisches Herrschaftsgebiet auszudehnen. Aus diesen Gründen trafen sie die riskante Entscheidung, gegen entsprechende Kompensationen aufseiten der Habsburger und ihrer anderen Verbündeten in den Krieg einzutreten. Bei deren Niederlage hätten sie ihre Herrschaft und ihren Besitz eingebüßt. Franzosen und Spanier dagegen drängten die Savoyer, gegen Österreich in den Krieg einzutreten. Dadurch hätten sie neben einem weiteren Verbündeten auch eine sichere Verbindung zum Herzogtum Mailand gewonnen, das seinerzeit zu Spanien gehörte. Doch das Haus Savoyen war der französischen Bevormundung schon seit langer Zeit überdrüssig und hätte im Fall eines Siegs von Frankreich und Spanien nichts erwarten können, vor allem nicht einen französischen Rückzug von einigen piemontesischen Festungen. Auf die piemontesische Entscheidung für die Habsburger antworteten die Franzosen und Spanier 1703 mit einem Angriff, der sowohl von Frankreich, als auch vom spanischen Herzogtum Mailand aus vorgetragen wurde und Savoyen zu einem Zweifrontenkrieg zwang. Nach und nach eroberten die französischen und spanischen Truppen unter Vendôme, Tessè und La Feuillade die Städte Susa, Vercelli, Ivrea, Bard, Aosta, Nizza und andere. 1704 hinderte die Festung Verrua die Franzosen sechs Monate lang an einem weiteren Vormarsch. 1706 musste sich Herzog Viktor Amadeus II. in die von Emanuel Philibert von Savoyen 140 Jahre zuvor gebaute Festung von Turin zurückziehen.

## Verlauf der Schlacht

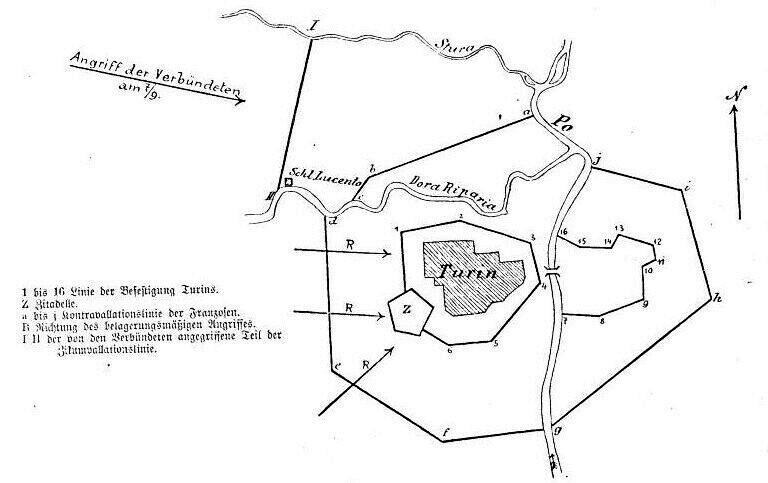
Plan der Belagerung von Turin mit Richtungs des Angriffs vom 7./9. September

Schon im August 1705 wollten Spanier und Franzosen Turin angreifen. Doch der Herzog La Feuillade hielt seine Kräfte noch für zu schwach und verzichtete. Das gab Turin die Zeit, seine Festungsanlagen weiter auszubauen. Am 14. Mai 1706 begann die Belagerung der Stadt. Spanier und Franzosen setzten 68 Infanteriebataillone, 80 Kavallerieeskadronen, 128 großkalibrige Kanonen und 50 Mörser ein. Sie verfügten insgesamt über etwa 44.000 Soldaten.
Die damals erstklassige Festung von Turin verfügte über Lebensmittel und Nachschub für mehrere Monate. In der Festung befanden sich 17 piemontesische und sechs österreichische Infanteriebataillone mit 10.500 Soldaten, 1.500 Kavalleriesoldaten, sowie 30 Kanonen und 24 Mörsern. Daneben beteiligten sich auch die 40.000 Einwohner der Stadt an den militärischen Operationen.
Den ganzen Sommer über beschossen sich die beiden Seiten mit Artillerie. Tag und Nacht wurden Versuche abgewehrt, die Bastionen der Festung einzunehmen. Entgegen dem Ratschlag des französischen Festungsbaumeisters Vauban ließ La Feuillade zahlreiche Schützengräben anlegen, in denen die Belagerer durch unterirdische piemontesische Minenanlagen schwere Verluste hinnehmen mussten. Bei einem französischen Versuch, in einen dieser unterirdischen Gänge einzudringen, um die Festung auf diese Weise zu nehmen, opferte sich ein 29-jähriger Mineur, Pietro Micca, der bis heute der bekannteste Held der Stadt Turin ist. Er sprengte den Gang und nahm dabei bewusst seinen Tod in Kauf.
Herzog Viktor Amadeus II. verließ am 17. August 1706 Turin, um seinen Cousin Prinz Eugen von Savoyen mit seinen österreichischen Verstärkungen zum Ort der Belagerung zu begleiten. Alle französischen Verfolgungsversuche wehrte er dabei erfolgreich ab. Am 2. September planten sie vom stadtnahen Superga-Hügel aus die Schlacht zur Befreiung von Turin. Trotz des großen Risikos wagten sie am 6. September eine nordwestliche Umfassung der Stadt und brachten danach ihre Truppen zwischen den Flüssen Dora Riparia und Stura in Stellung. Am folgenden Tag griffen die österreichischen und piemontesischen Verbände die in ihren Schützengräben verbliebenen Franzosen und Spanier an. Zusätzlich stürmten zehn Bataillone aus der Festung und nahmen an den blutigen Kämpfen teil. Alle Gegenangriffsversuche der Franzosen und Spanier scheiterten. Sie zogen sich am frühen Nachmittag nach Pinerolo und Frankreich zurück.
Auf kaiserlicher Seite fielen der Generalwachtmeister Prinz von Braunschweig-Bevern und der Generalquartiermeister Freiherr von Riedt. Weiter waren 4.300 Mann tot oder verwundet. Auf französischer Seite fielen der Marschall von Frankreich Ferdinand de Marsin, der Generalleutnant de Mursay sowie die Brigadiers Baron de Bonelles, Comte Coulanges und Baron des Clos. Dazu waren 3.800 Mann tot oder verwundet und weitere 3.200 in Gefangenschaft geraten.

## Weiterer Verlauf
Im Frieden von Utrecht (1713) und Rastatt (1714) erhielt Savoyen von Frankreich alle während des Krieges besetzten Gebiete zurück (inklusive Savoyen und Nizza), darüber hinaus erhielt es die Festungen Exilles und Fenestrelle, sowie das gesamte piemontesische Gebiet östlich der Alpen. Spanien verlor seine Vorherrschaft in Italien. Seine Besitzungen gingen an Österreich über. An Savoyen trat es zunächst Sizilien ab, das es später gegen Sardinien eintauschte. Damit hatte das Haus Savoyen die lange angestrebte Königswürde erlangt. Der neue Staat hieß jetzt Königreich Sardinien, dessen Mittelpunkt jedoch in der piemontesischen Stadt Turin lag. Mehr oder weniger unabhängig blieben in Italien nur Sardinien-Piemont, die Republik Venedig und der Kirchenstaat. Die meisten anderen Gebiete, wie das Herzogtum Mailand, das Großherzogtum Toskana und das des späteren Königreich beider Sizilien gerieten unter österreichische Vorherrschaft oder unter die direkte Kontrolle Wiens. Das Hauptanliegen Österreichs in Italien war und blieb der eigene Machterhalt. Die italienische Einigung (Risorgimento) musste im 19. Jahrhundert unter Führung Sardinien-Piemonts gegen diese österreichische Vorherrschaft durchgesetzt werden.

## Bildgalerie

Pietro Micca kurz vor der Entzündung der Mine (Gemälde von 1858)
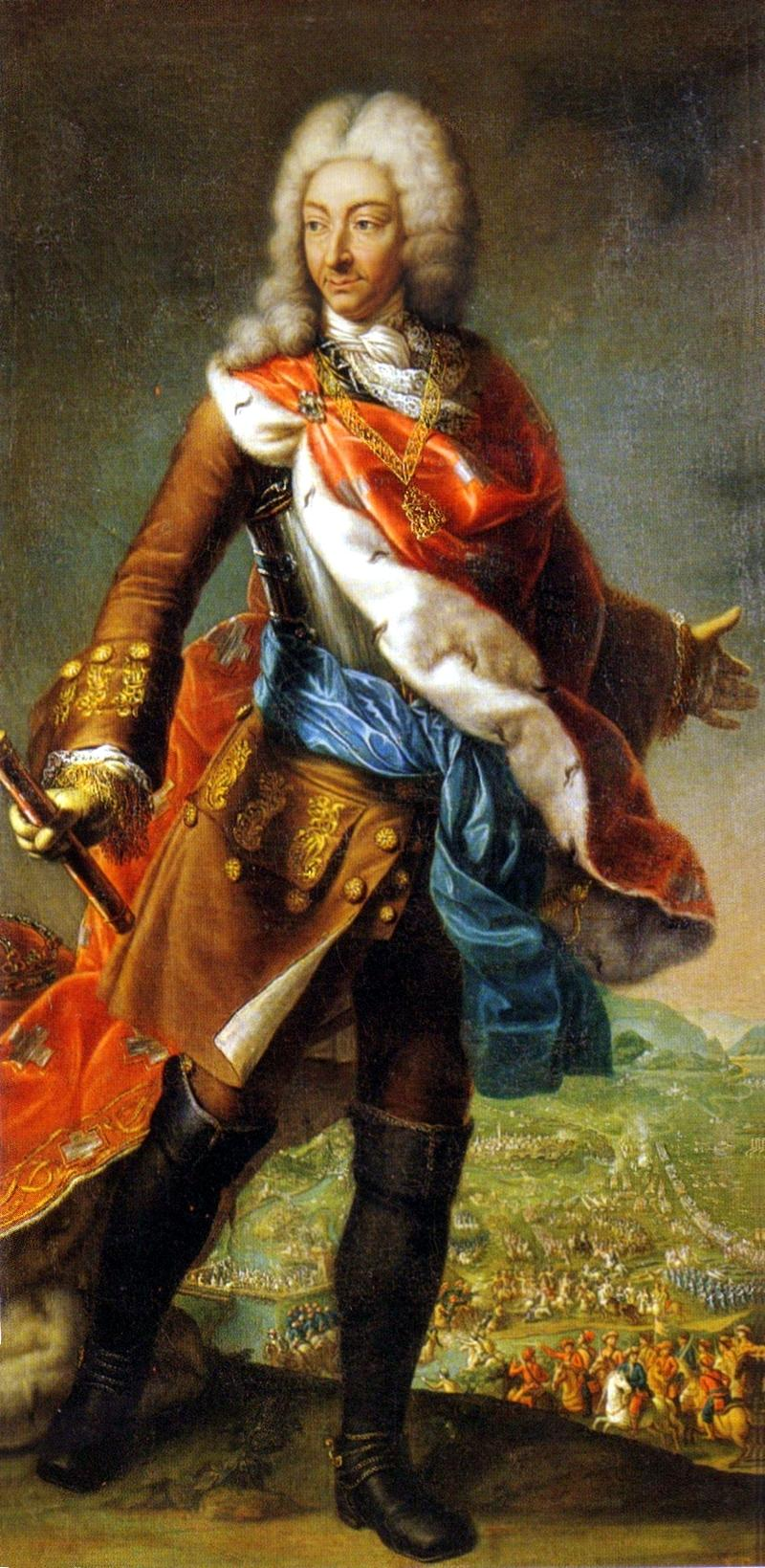
Viktor Amadeus II. während der Schlacht von Turin
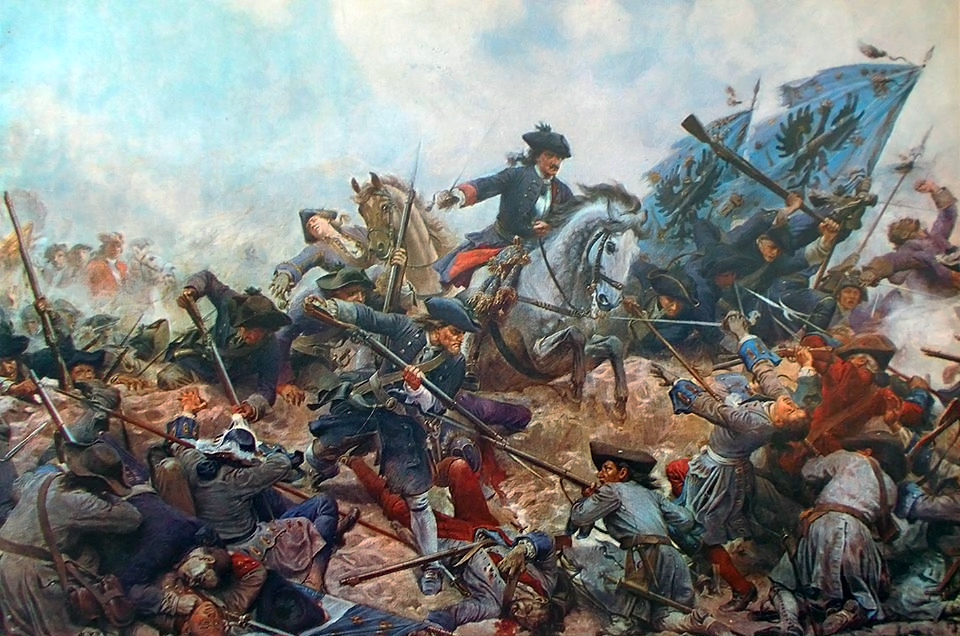
Durchbruch der Österreicher unter Leopold von Anhalt-Dessau
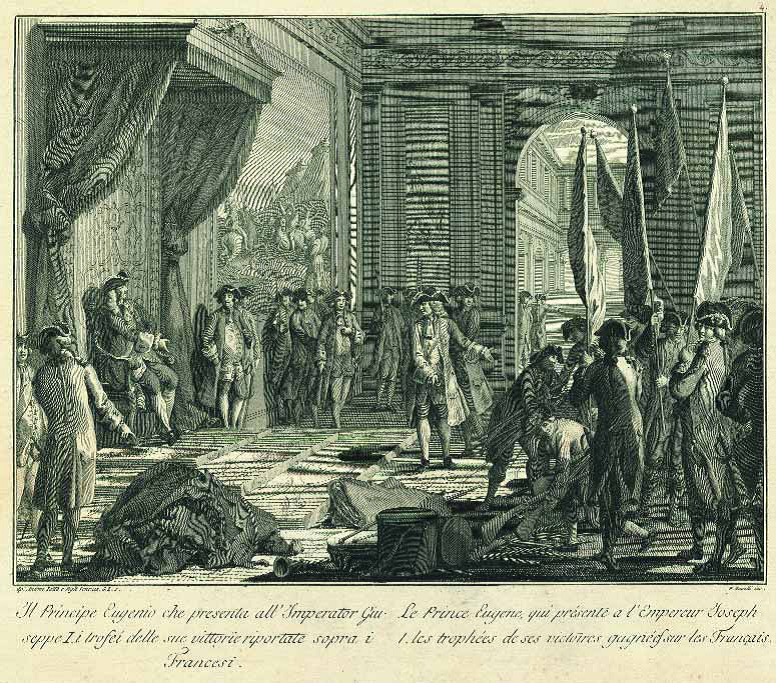
Eugen von Savoyen übergibt Kaiser Joseph I. Trophäen des Sieges über die Franzosen